# Milu Villela
Maria de Lourdes Egydio Villela Embaixador(a) da boa vontade da UNESCO (8 de setembro de 1943) é uma psicóloga, empresária e filantropa brasileira.
Filha de Eudoro Libânio Villela e de Maria de Lourdes Egydio de Souza Aranha, descendente de Maria Luzia de Souza Aranha, viscondessa de Campinas. É formada pela Pontifícia Universidade Católica de São Paulo e é a atual presidente do Museu de Arte Moderna de São Paulo e vice-presidente da ITAÚSA, empresa da qual é uma das maiores  acionistas. Na lista de bilionários feita pela revista Forbes em 2011, aparece com uma fortuna estimada em dois bilhões de dólares.